# Plateelbakkerij De Swaen
Plateelbakkerij De Swaen was een in Gouda gevestigd bedrijf, dat in 1621 werd opgericht.

## Geschiedenis
In 1621 kreeg de uit Rotterdam afkomstige Willem Jansz Oliviers toestemming van de Goudse overheid om een plateelbakkerij in deze stad te vestigen. Oliviers, die zich ook Verswaen noemde, vestigde zijn bedrijf aan de Oosthaven. De Goudse overheid was hem terwille door hem ervan te verzekeren dat hij gedurende een periode van zestien jaar gevrijwaard zou worden van concurrentie. Ook werd hijzelf en zijn personeel vrijgesteld van burgerplichten als schuttersdiensten en dergelijke. Het bedrijf floreerde goed en ook na afloop van de periode van zestien jaar bleef noemenswaardige concurrentie uit. Pas na het overlijden van Verswaen in 1659 toen het bedrijf werd voortgezet door zijn zoon Gerard  ontstond er enige concurrentie. In 1663 zette de weduwe van Gerard, Maria van der Saen, het bedrijf voort. Zij wist, samen met haar tweede man,  de concurrentie het hoofd te bieden door de productie op te voeren. Het bedrijf heeft zo'n honderd jaar bestaan. In het eerste kwart van de 18e eeuw werd de activiteiten gestaakt.
In de 20e eeuw vestigde de aardewerkfabriek Regina zich op de plaats waar enkele eeuwen daarvoor De Swaen stond. In de loop van de 20e eeuw werden er op dit terrein veel scherven gevonden die afkomstig waren van De Swaen.

## Werk
Er zijn veel tegels bewaard gebleven afkomstig van De Swaen. Bekend zijn de zogenaamde spijkertegels, kleurrijke voorstellingen van een vogel gezeten op een spijker. Het bedrijf maakte diverse grote tegeltableaus waarvan er meerdere in museale collecties zijn opgenomen. Sommige tableaus zijn gemaakt met als voorbeeld het in 1596 gemaakte glas voor de Sint-Janskerk, getiteld "de vrijheid van consciëntie". Een tableau met 126 tegels "Eendracht en Getrouwheid" bevindt zich in het Museum Gouda. Het 357 tegels tellend tableau eveneens met afbeeldingen van deugden bevindt zich in het Victoria and Albert Museum te Londen. Een tableau van 144 tegels "de Hoop" is in het bezit van het Museum Boijmans Van Beuningen. Ook een 78 tegels tellende voorstelling van een putto in Museum Lambert van Meerten is ontleend aan dit kerkglas. Behalve deze paars geschilderde tableaus zijn er meerdere veelkleurige tegeltableaus bewaard gebleven. Voorbeelden daar van zijn "Haan op een landweg" in Museum Gouda, "Vechtende haan" in Museum Boijmans Van Beuningen en "Papegaaien bij fruitschaal" in Museum Lambert van Meerten in Delft.

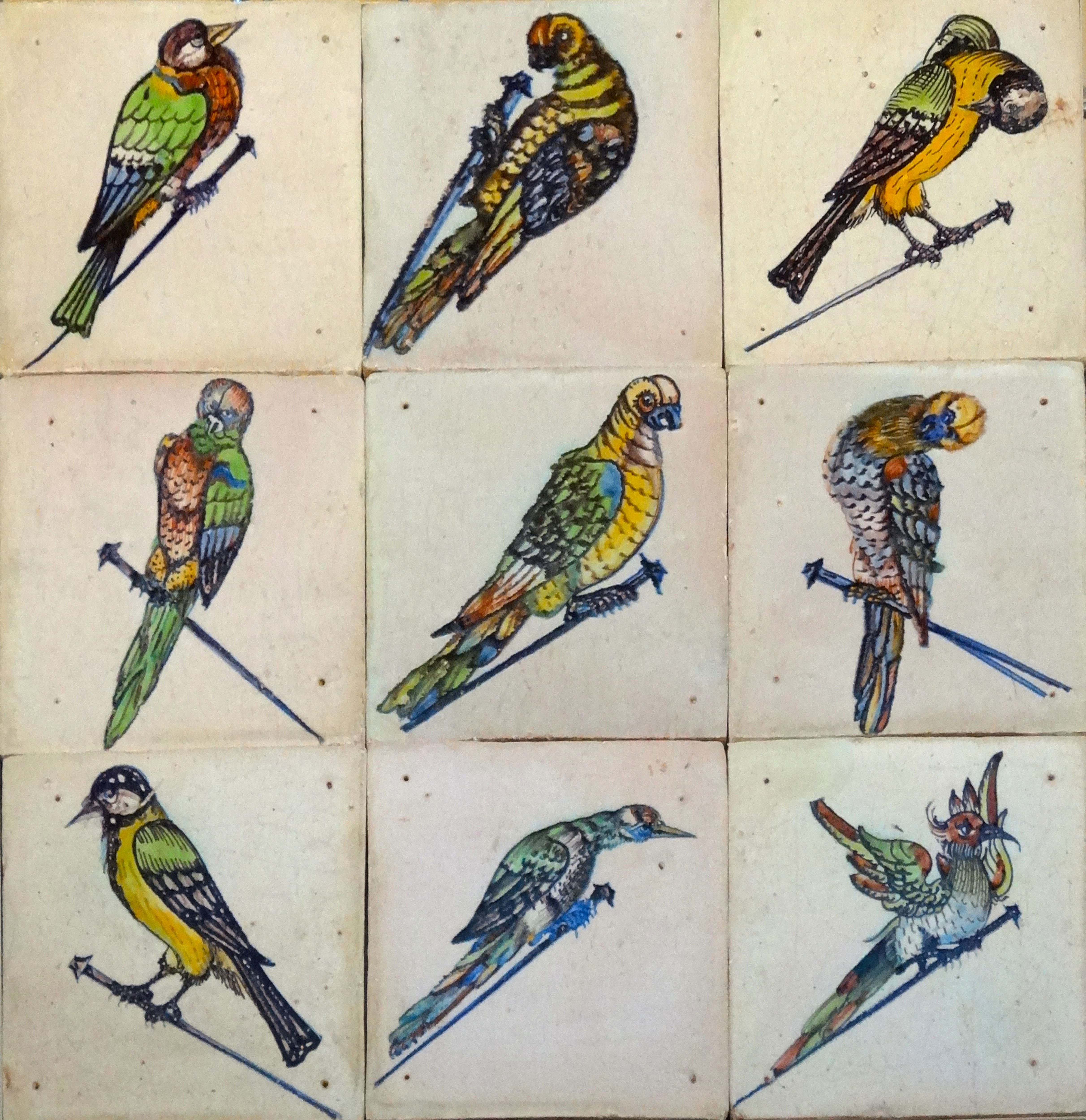
Spijkertegels afkomstig van De Swaen (eerste helft 17e eeuw)